# Jerry Brown
Edmund Gerald "Jerry" Brown, Jr. (São Francisco, 7 de abril de 1938) é um político norte-americano, filiado ao Partido Democrata. Foi prefeito de Oakland, procurador-geral e governador da Califórnia de 1975 a 1983 e de 2011 a 2019; em 2010, foi novamente eleito para o governo da California, sucedendo em janeiro de 2011, o ator Arnold Schwarzenegger.

## Biografia

### Educação, familia e carreira
Formado Juris Doctor pela Universidade da Califórnia em Berkeley, Brown iniciou sua carreira na Suprema Corte da Califórnia, estudando mais tarde no México e na América Latina.
Em Los Angeles, Brown trabalhou em um escritório de advocacia, em 1969, supervisionou uma universidade local.

## Carreira política

### Secretário de Estado 1971-1975
Em 1970, Brown foi eleito secretário de estado com 50,41% dos votos, assumindo o cargo em 1971 e deixando em 1975, ao deixar o cargo assumiu o governo da Califórnia.

### Governador 1975-1983
Em 1974, Brown foi eleito governador da Califórnia com 3 131 648 votos, cerca de 50% dos votos. Ao assumir o cargo Brown ganhou o apelido de "conservador fiscal", graças ao excedente de cerca de 5 bilhões de dólares.
Ao assumir o cargo Brown recusou muitos dos privilégios e regalias do cargo, como recusando a residência oficial do governador. Brown morou durante seu mandato em um apartamento modesto ao lado do Parque perto do Capitólio de Sacramento, ao invés de ir trabalhar em uma luxuosa limusine, durante seu mandato foi ao trabalho com seu próprio carro.
Brown optou por não concorrer a um terceiro mandato em 1982, e, concorreu ao Senado dos Estados Unidos, mas perdeu para o prefeito de San Diego Pete Wilson. Brown foi sucedido por George Deukmejian.

### Candidato a presidência
Brown foi candidato a presidente nas eleições primárias do partido Democrata em 1976,1980 e 1992, ficando na segunda colocação, em 1976 com 2 449 374 votos, em 1980 em terceiro lugar, com 575 296 votos, e em 1992, com 4 071 232 votos também em terceiro lugar. 
Ele nunca foi nomeado pelo partido para disputar as eleições presidenciais pois perdeu a indicação para Jimmy Carter, em 1976 e em 1980, e para Bill Clinton em 1992.

### Prefeito de Oakland 1999-2007
Ao ser eleito, em 1998, prefeito de Oakland com 48.129 votos, assumiu o cargo em 1999. Durante seu mandato, foi responsável pela revitalização da cidade, atraindo investimentos de 1 bilhão de dólares. Foi reeleito, em 2002, com 42 892 votos, cerca de 63,54% dos votos totais. Deixou o cargo, em 2007, para assumir o cargo de procurador geral da Califórnia.

### Procurador-Geral 2007-2011
Ao ser eleito em 2006 com 56% dos votos procurador-geral da Califórnia, assumiu o cargo em 2007, gastando cerca de 4 milhões de dólares durante sua campanha, representou a Califórnia sobre a Pena de morte nos Estados Unidos, e votou contra o casamento gay, deixou o cargo em 2011.

### Governador 2011-2019
Brown foi empossado para seu terceiro mandato como governador, em 3 de janeiro de 2011, sucedendo ao republicano Arnold Schwarzenegger. Ele declarou que será candidato à reeleição em 2014. Brown está trabalhando em um orçamento mais rígido seguindo os mesmos passos durante seu primeiro mandato frente ao governo.